# Володарская (Ленинградская область)
Володарская (вепс. Kukagd’) — деревня в Вознесенском городском поселении Подпорожского района Ленинградской области.

## История
КУКОЕВ-КОНЕЦ (САМОЙЛОВСКАЯ) — деревня при ручье Каковке, число дворов — 20, число жителей: 61 м. п., 71 ж. п.; Все чудь. Часовня православная. Мельница. 

ПЕРВАКОВА (АГАФОНОВСКАЯ) — деревня при колодцах, число дворов — 10, число жителей: 29 м. п., 43 ж. п.; Все чудь. (1873 год)

Деревня административно относилась к Шелтозёрско-Бережной волости 1-го стана Петрозаводского уезда Олонецкой губернии.

КУКОВ-КОНЕЦ — деревня Щелейско-Гиморецкого общества при озере Онего, население крестьянское: домов — 34, семей — 38, мужчин — 87, женщин — 89, всего — 176; некрестьянское: домов — 1, семей — 1, мужчин — 1, женщин — 1, всего — 2; лошадей — 27, коров — 61, прочего — 49. 

ПЕРВАКОВА — деревня Щелейско-Гиморецкого общества при озере Онего, население крестьянское: домов — 15, семей — 17, мужчин — 32, женщин — 36, всего — 68; лошадей — 10, коров — 31, прочего — 21. (1905 год)

С 1917 по 1920 год деревня Агафоново, она же Володарское, входила в состав Шелтозерско-Бережной волости Петрозаводского уезда Олонецкой губернии.
С 1920 года в составе Гиморецкого сельсовета Шелтозерско-Бережной волости Лодейнопольского уезда.
С 1922 года в составе Вознесенской волости Ленинградской губернии.
С 1927 года в составе Вознесенского района. В 1927 году население деревни составляло 202 человека.
Согласно карте Ленинградской области Северо-западного аэрогеодезического треста ГГУ издания 1932 года деревня Володарская насчитывала 21 крестьянский двор, деревня Урицкая — 10.
По данным 1933 года деревня называлась Володарская и входила в состав Гиморецкого сельсовета Вознесенского района.
С 1 сентября 1941 года по 31 мая 1944 года деревня находилась в финской оккупации.

Деревня Володарская на карте 1943 года

С 1954 года в составе Подпорожского района.
С 1963 года в составе Лодейнопольского района.
С 1965 года вновь в составе Подпорожского района. В 1965 году население деревни составляло 33 человека.
По данным 1966 года деревня Володарская также входила в состав Гиморецкого сельсовета.
По данным 1973 и 1990 годов деревня Володарская входила в состав Шустручейского сельсовета.
В 1997 году в деревне Володарская Вознесенского поссовета проживали 9 человек, в 2002 году — 4 человека (все русские).
В 2007 году в деревне Володарская Вознесенского ГП проживал 1 человек.

## География
Деревня расположена в северо-восточной части района на границе с республикой Карелия.
Через деревню проходит автодорога 41К-147 (Петрозаводск — Ошта). Расстояние до административного центра поселения — 25 км.
Расстояние до ближайшей железнодорожной станции Подпорожье — 135 км.
Деревня находится близ западного берега Онежского озера в месте впадения в него реки Куковка.

## Демография
| 1873 | 1905 | 1927 | 1965 | 1997 | 2007 | 2010 |
| ---- | ---- | ---- | ---- | ---- | ---- | ---- |
| 204  | ↗246 | ↘202 | ↘33  | ↘9   | ↘1   | ↗2   |
| 2017 |      |      |      |      |      |      |
| ↗3   |      |      |      |      |      |      |

### Национальный состав
Согласно данным Всероссийской переписи населения 2021 года в деревне проживали 4 человека, все русские.

## Фото

Деревня Володарская, улица Никольская. 2020 год
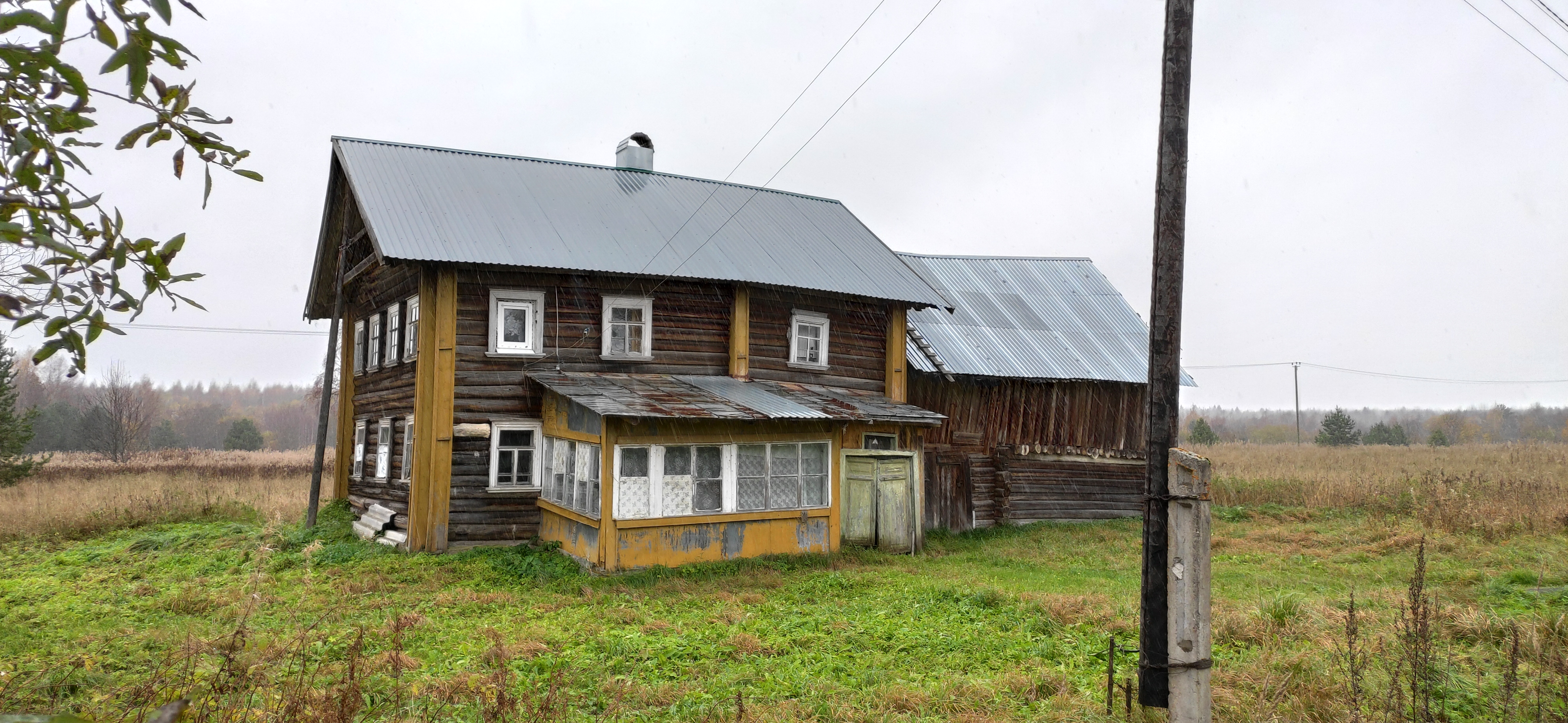
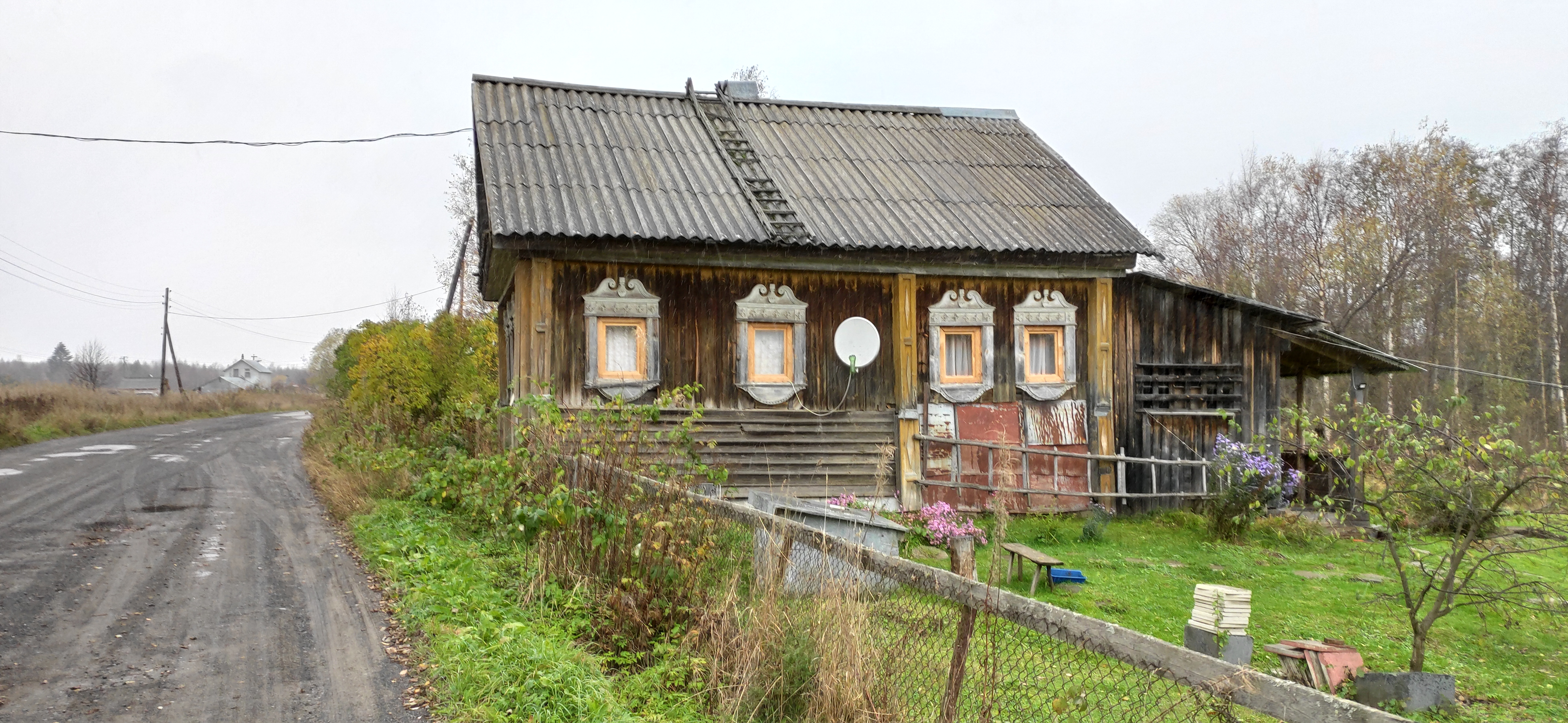
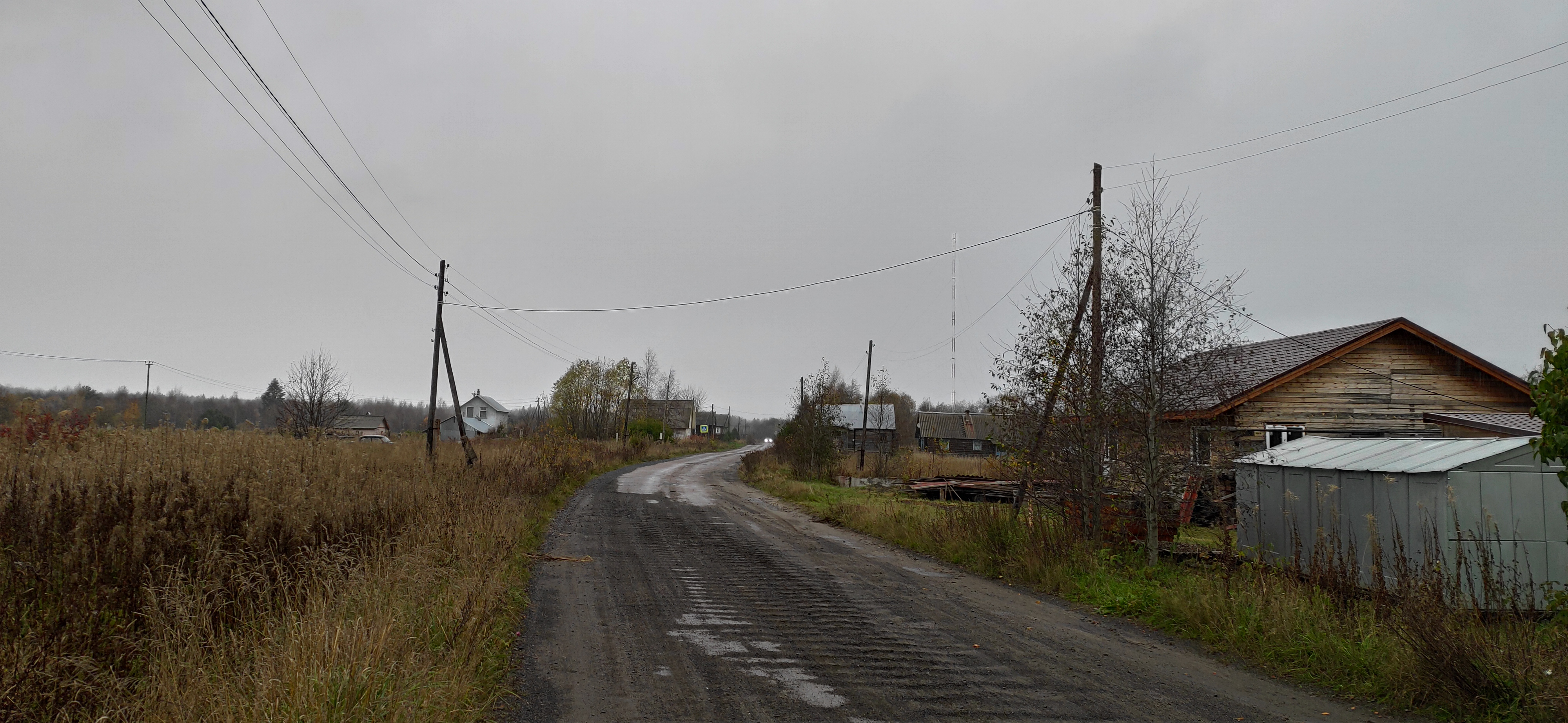

## Улицы
Никольская.